# さびしんぼう (映画)
『さびしんぼう』は、1985年公開の日本映画。
瀬戸内の尾道を舞台に、少年の恋をノスタルジックに描いた作品である。主人公を監督の分身として描き、監督の自伝的色彩が強いといわれる。全編に、ショパンの『別れの曲』が流れる。
「尾道三部作」のひとつ。ポスターには、「尾道三部作 完結編」と記された。

## 概要
『さびしんぼう』という言葉は、大林監督の造語である。広島弁で腕白小僧、悪ガキを意味する「がんぼう」に対する女の子の呼び名がないので『さびしんぼう』というのを考えたという。16歳の頃から使っている言葉で、8mm映画にも『海の記憶＝さびしんぼう・序』など、『さびしんぼう』を題名にしたものが何本かある。「がんぼう」が女の子を思うと「さびしんぼう」になる。「さびしんぼう」は両性具有のコンセプトで、人を愛することは淋しいことだという大林の感性が育んだ造語なのである。大林は「ぼくの映画は全部『さびしんぼう』という題をつけてもいいと話している。『さびしんぼう』は、大林がずっと温めていた企画で、かつては山口百恵や小林聡美、ハニー・レーヌで撮影しようと考えたり、『廃市』を『さびしんぼう』の題名にしようとしたこともあった。『姉妹坂』の製作が一年延期になったとき、「富田靖子の高校の冬休みを使って映画を撮影しませんか?」との申し出を受け、題名を『さびしんぼう』にし、かつて読んだことのある山中恒の『なんだかへんて子』を原作に撮影された。
黒澤明はこの作品を大変気に入り、自分のチーム「黒澤組」のスタッフにも観るように指示したというエピソードもある。

## スタッフ
- 原作 - 山中恒『なんだかへんて子』（偕成社, 1975年）
撮影中に尾道には珍しい雪が降り、訪れていた山中は「小樽の雪は下から舞い上がってくるんですよ」と大林監督に語った。これがのちの『はるか、ノスタルジィ』を生むきっかけとなる。
- 脚本 - 剣持亘、内藤忠司、大林宣彦
- 監督・編集 - 大林宣彦
- 撮影 - 阪本善尚
- 音楽 - 宮崎尚志
- 主題歌 - 富田靖子「さびしんぼう」
ショパンの「別れの曲」（練習曲作品10-3）に売野雅勇が歌詞を付け瀬尾一三が編曲したもの
- 製作者 - 小倉斉、山本久、根本敏雄、出口孝臣
- プロデュース - 森岡道夫、久里耕介、大林恭子

## キャスト
井上ヒロキ
演 - 尾美としのり
主人公。寺の跡取り息子。普段友人たちとふざけながらも楽しく高校生活を送っている。小学生の頃にチョコレートを食べて鼻血が出てしまったためチョコレートが苦手。趣味はズームレンズ付き一眼レフカメラのファインダー越しに人や風景を見ること（本当は写真を撮りたいが、高いカメラを買ったため金欠でフィルムまで手が回らない）。自室で女性の裸の写真集を見ているが、本人は芸術と言っている。勉強はあまり得意ではなく、通知表は5段階評価中2がほとんどである。ピアノで『別れの曲』を練習しているが、なかなか上達しない。
さびしんぼう
演 - 富田靖子（本作では橘百合子役を含めて一人四役）
ショートヘアに顔が白く、風変わりな格好をした少女。16歳。ある時からヒロキたちの前に現れるようになる。不思議な存在だが幽霊ではなく、他人が触れることができる。いたずら好きで、タツ子に「ヒステリーババァ」などと言ったり、テルエに悪口を言うこともある。本人によると「水に濡れると死んでしまう」とのこと。
橘百合子
演 - 富田靖子
女子高校に通う女生徒。ストレートヘアのおしとやかな女の子。放課後に一人で高校の音楽室のピアノを弾くのが日課。ヒロキがカメラのズームレンズで彼女の高校を見ている時に見かけて好意を持つようになる。その後自転車のチェーンが外れて困っていたところ、偶然通りかかったヒロキと出会う。

### ヒロキの家族
井上タツ子
演 藤田弓子
主人公の母親。ヒロキによると「勉強しろと口うるさく女性らしい麗しさのかけらもない」とのこと。ヒロキの部屋にノックせずいきなり入ってくるなど、ややデリカシーにかける。ショパンの『別れの曲』が思い出の曲で、ヒロキにピアノで弾けるようになって欲しいと願っている。
井上道了（どうりょう）
演 - 小林稔侍
主人公の父親で寺の住職。ヒロキによると「無表情で（仕事以外では）ほとんど喋らず、僕にとっては得体の知れない大人という生き物の代表」と言っている。作中では出演シーンのほとんどがお経を上げているシーンである。タツ子とは見合い結婚。ヒロキに人を好きになることの重要性を伝える。
井上フキ
演 - 浦辺粂子
主人公の祖母。少々耄碌しておりヒロキの名前を道了と間違えることがしばしば。小さい頃はすばしっこくて「ましら（猿のこと）のフキちゃん」と呼ばれていた。悠々自適に暮らしており、普段は墓地を掃き掃除したり、正月にはカルタ遊び、節分には豆まきを一人で楽しんでいる。

### ヒロキのクラスメイト
田川マコト
演 - 砂川真吾
主人公の友人。身のこなしが軽く、宙返りやバク宙などが得意で、ヒロキたちと一緒にいる時に何度か披露している。チョコレートが好きで、登下校中に持ってきた板チョコを食べている。
久保カズオ
演 - 大山大介
主人公の友人。いつもヒロキとマコトと3人で途中まで一緒に下校したり、行動を共にしている。おちゃらけた性格で3人でふざけあってる。
木鳥マスコ
演 - 林優枝
主人公の小学校からの幼馴染。クラス委員を務める。少々お節介な性格で色々とヒロキに口出しする。成績優秀で5段階評価でオール5。ただし真面目すぎるわけでもなく、本作では最近ヒロキの母の様子がおかしいと知った時は、クラスメイトに話を広めたりマコトや吉田を引き連れて家に押しかけて、面白おかしく様子を見ている。

### ヒロキの学校の関係者
吉田徹
演 - 岸部一徳
ヒロキが通う高校の理科の担当教師。ヒロキたちが理科実験室の器具を使ってすき焼きをした時に、没収と称して具材を食べるなどちゃっかりした性格。ヒロキの家でちょっとした騒動が起こった時は、嬉々として「救急車を呼べー！一度救急車を呼んでみたかった！」などと言って興奮するなど、あまり真面目な人物ではない。カズコに好意を持っている。
大村カズコ
演 - 秋川リサ
ヒロキが通う高校の英語の担当教師。作中ではコミカルな演出で、なぜかスカートが下がってしまい下着が見えてしまうシーンが何度かある。『若草物語』が大好きで、話の中の登場人物が鼻を高くするために自分の鼻を洗濯ばさみで挟んで寝る、ということを真似ている。
岡本
演 - 佐藤允
ヒロキが通う高校の校長。校長室で白いオウムを飼っていて、宮沢賢治の『雨ニモマケズの詩を覚えているのが自慢。しかしほどなくしてヒロキたちから昔の流行歌『タバコやの娘』の替え歌である、「たんたんたぬきのキンタマは～」という下品な歌を聞かされて変な言葉を覚えてしまう。
PTA会長
演 - 入江若葉
日本髪をアレンジしたような髪型と派手な服が特徴の女性。校長のオウムが下品な言葉（上述）を話したことで問題にする。

### その他
マコトの母
演 - 根岸季衣
息子たちが校長室のオウムに下品な言葉を教えたため、校長に呼び出され、注意を受けるはずが、オウムが話す下品な言葉につい吹き出してしまう。
カズオの母
演 - 明日香尚
息子たちが校長室のオウムに下品な言葉を教えたため、校長に呼び出される。
カズオの父
演 - 峰岸徹
商店街で仏壇屋を営む。
雨野テルエ
演 - 樹木希林
タツ子の同級生で旧友。正月に何年ぶりかでタツ子を訪ねてきた。学生時代は「デベソのおテル」というアダ名で呼ばれていた。ユキミには成績はクラスで一番と言っていたが、実際はよく立たされたり、「０点おテル」とも呼ばれていたことを隠していた。
雨野ユキミ
演 - 小林聡美
テルエの娘。正月に母に連れられてヒロキの家を訪ねてきた。母親と同じ髪型に結ってもらっている。母親が学生時代に優秀だと思ってたが色々とボロが出てしまったことにショックを受ける。

## ストーリー
カメラを趣味とする高校生の井上ヒロキは坂の上から望遠レンズのファインダー越しに女子高校を眺めていた。偶然その時に放課後に音楽室でピアノを弾く一人の美少女（橘百合子）を見付ける。彼女を「さびしんぼう」と名付けるが、手の届かない憧れの存在であった。そんなある日、友人ふたりと共に家である寺の本堂を掃除したのだが、母の古い写真の束をうっかり散乱させてしまう。その直後、ヒロキの前に突然、ピエロのような白塗りメイクとオーバーオールの奇妙な少女が突然現れて、何処へともなく消え去る。そんな彼女がヒロキに名乗った名前も「さびしんぼう」なのであった。
ある日のこと、百合子は通学の自転車が壊れ難儀していた。それを助けたことをきっかけに、ヒロキは憧れの君である「さびしんぼう」とも知り合うことが出来た。
ふたりの「さびしんぼう」とヒロキが尾道の町を舞台に織り成す、懐かしくも悲しい初恋の物語である。

## ショパンの『別れの歌』
大林監督は尾道の少年時代に映画『別れの曲』に感銘を受け、ショパンの「別れの曲」を練習するようになった。映画『さびしんぼう』の中では、橘百合子の得意曲として、また井上ヒロキが母親からせがまれて練習させられる曲として、しばしば登場する。エンディングクレジットでは、軽快に編曲されたものが富田靖子によって歌われ、映画をしめくくる（DVDには監督の希望で劇場用とはちがうインストゥルメンタルによるオリジナルエンディングが収録されているが、劇場版に差し替えることも可能になっている）。

## 原作との関係
原作『なんだかへんて子』は、小学4年生の主人公井上ヒロキと神出鬼没の謎の少女「へんて子」、そしてヒロキの母親の3者が繰り広げるドタバタを描いた児童文学であり、恋愛の要素は全くない。ピアノを弾く美少女に相当するキャラクターも原作には登場しない。
いくつかの設定は原作に基づいてはいるが、映画『さびしんぼう』を構成する要素のほとんどは大林宣彦のオリジナルであり、原作というよりは原案に近い。

## 製作

### 企画・脚本
最初は『母の初恋』というタイトルでヒロキの母・藤田弓子を主役に映画化しようと考えていたと、と大林は話している。前述のように「富田靖子の高校の冬休みを使って映画を撮影しませんか?」との申し出を受け、橘百合子を創造ー造形しようと考えた時に、『なんだかへんて子』を「さびしんぼう」という心の象徴にすればいいというアイデアを思い付いた。その企画を持って尾道に立ち寄り、行きつけの喫茶店「TOM」で尾道を訪ねて来たファンのノートを見ていたら、ノートに"尾道三部作が見たい"という言葉がいっぱい書かれていて、そのときに大林も初めて、もう一本撮れば「尾道三部作」になるんだな、と気付き、『さびしんぼう』を尾道で撮って「三部作」にしようと決意した。そのときは富田の冬休みの二週間前で、新たにシナリオを起こす時間がなく、山中恒に教えてもらっていた『なんだかへんて子』なら『さびしんぼう』にできるなと思い、これを軸にしてシナリオを書いた。
大林によれば"尾道三部作"は、『転校生』と『さびしんぼう』が裏表で、2本は二卵性双生児の関係にあり、『時をかける少女』は番外編。最初から『転校生』と『さびしんぼう』はいわゆるSFX的なオプチカル処理は全く使わないと決めていた。『転校生』と『さびしんぼう』も当初の剣持脚本はどちらもSF的な要素が書き込まれていたが、それらは大林が全部切ったという。大林は檀一雄の『花筐』で商業映画デビューの可能性もあったが『HOUSE ハウス』でデビューになった。「それも当時の映画状況を考えると大きな意味があったと思う」と話しているが、『花筐』は結局最後に撮ったが、もう撮らないかもしれない『花筐』の弔い合戦のつもりで『さびしんぼう』と『廃市』を撮った」と1984年5月のインタビューで話していた。

### キャスティング
尾美としのりの18本を凌ぐ計27本の大林作品に出演した根岸季衣は、本作には当初出演の予定はなかった。しかし人からシナリオを借りて読んでボロボロ泣いた。シナリオを読んで号泣したのは初めての経験で、大林に「何でもいいから役を下さい」と頼み、ヒロキの同級生の母親役として出演した。

### 撮影
尾美がピアノを弾くシーンは、二人羽織のように大林が後ろから手を出してピアノを弾いた。
「さびしんぼう」のオーバーオールは、富田が衣装合わせに着てきた自前の服を大林が気に入り、アレンジして作られた。富田は当時出した写真集にさびしんぼうと同じ格好をしたショットがあったと回想している。
ヒロキと「さびしんぼう」が抱き合って、「さびしんぼう」が消える雨のシーンは真冬に消防車で雨を降らせて撮影した。木から氷柱が垂れるくらい寒い日で、富田と尾美のセーターから人間の体温による湯気が出た。衣装の下にはウェットスーツを着用、ワンカットごとに石段の上に設置した焚き火で暖を取りながら、夜中三時まで雨に濡れる撮影が続けられた。撮影後、尾美は西願寺の五右衛門風呂に飛んで入ったという。
商店街で撮影されたシーンでは大森一樹監督が妻子と共に家族三人でカメオ出演している。

## ロケ地
- 井上ヒロキの通う学校－尾道北高等学校
- 橘百合子の通う明海女子高等学校－日比崎中学校
- 井上ヒロキの住む家－西願寺。この映画の美術監督薩谷和夫の墓もここにある[14][15]。
- フェリー乗り場（福本渡船）[16]
- 井上ヒロキと橘百合子が自転車を押して歩いた坂道－　広島県尾道市向島町津部田、みかん畑の中の坂道

## 興行
東宝から「8分削って下さい」と要請されたが断った。またテレビ放映の際も日本テレビから「15分切って下さい」と言われたが、「切るならオンエアやめて下さい」と返事したら、番組を拡大してノーカットで放送してくれた。

## エピソード
- 尾道の山の手にある志賀直哉旧居は、かつて志賀と林芙美子の記念館があってその入口に待合所があり、有名になる前の海洋堂が製作した等身大の「さびしんぼう人形」が置いてありファンに喜ばれていた[17]。これは無料の場所という約束で、その先に料金所があって、記念館に入る仕組みだった。ここだけ見て帰る人も多かったが、大林の知らないうちにここで料金を取るようになった。大林は怒りこれを撤収させた。「尾道は何でも商売にする。『男たちの大和/YAMATO』のセットで商売した問題も根っ子は一緒、映画への文化としての尊敬があまりにも無い」などと批判している[17]。長らく尾道を舞台にした映画を撮らないのはこうした事情からである[17]。尾道の海岸通りにある「おのみち映画記念館」にも大林は最初は関わっていて、「映像記念館」を「映画記念館」に直したのは大林だった。小津安二郎監督の『東京物語』と新藤兼人監督の『裸の島』、次いで自身の展示にしたかったが、「小津じゃ商売になりません」「ですから大林さんで」と言われ怒って下りた[17]。このため同館には大林関係の展示はない。なお「おのみち映画記念館」は海岸通りにあり、ここは『転校生』のラストシーンが撮影された通りで[18]、『ふたり』や『あした』の撮影に使われた料亭魚信もこの通りにある。また『東京物語』の冒頭2カット目の学童の通学シーンもこの通りである。

- 内村光良と出川哲朗が本作のファン[19]。また荻野目洋子も本作のファンで『月刊明星』の取材で当地を訪れ、ロケ地巡りをしたことがある[20]。

## 作品の評価

### 受賞歴
- 第59回キネマ旬報ベスト・テン 第5位
- 同読者選出ベスト・テン 第1位
- シティロードベストテン 第1位
- 映画芸術'85ベスト10邦画 第6位[21]
- おおさか映画祭作品賞
- アルジェリア映画祭・グランプリ受賞

## 同時上映
「カリブ・愛のシンフォニー」
- 主演：松田聖子
- 出演：神田正輝、峰竜太、宍戸錠
- 監督：鈴木則文